# Jamaa Chnaik
Jamaa Chnaik (* 28. Juli 1984) ist eine marokkanische Leichtathletin, die im Sprint sowie im  Weit- und Dreisprung an den Start geht.

## Sportliche Laufbahn
Erste internationale Erfahrungen sammelte Jamaa Chnaik 2007 bei den Panarabischen Spielen in Kairo, bei denen sie mit 12,54 m den vierten Platz im Dreisprung belegte. Zwei Jahre später erreichte sie bei den Mittelmeerspielen in Pescara mit 5,89 m den sechsten Platz im Weitsprung, während sie mit 13,36 m im Dreisprung auf Rang sieben landete. Anschließend schied sie bei den Spielen der Frankophonie in Beirut im 100-Meter-Lauf mit 12,04 s in der ersten Runde aus, erreichte im Weitsprung mit einer Weite von 6,26 m Rang vier und gewann im Dreisprung mit 13,35 m die Silbermedaille hinter der Französin Vanessa Gladonne. Daraufhin nahm sie erstmals an den Arabischen Meisterschaften in Damaskus teil, bei denen sie in 11,74 s die Silbermedaille über 100 Meter hinter der Syrerin Munira Saleh errang. Zudem gewann sie im 200-Meter-Lauf in 25,05 s die Bronzemedaille hinter Saleh und Gulustan Mahmood aus dem Irak. Auch im Weitsprung gewann sie mit 5,80 m die Bronzemedaille hinter der Sudanesin Yamilé Aldama und Inas Mohamed Mansour aus Ägypten, während sie sich im Dreisprung mit 13,38 m nur der Sudanesin Aldama geschlagen geben musste. Zudem sicherte sie sich mit der marokkanischen 4-mal-100-Meter-Staffel in 47,98 s die Silbermedaille. 2010 gewann sie bei den Afrikameisterschaften in Nairobi mit 6,30 m die Bronzemedaille im Weitsprung hinter den Nigerianerinnen Blessing Okagbare und Comfort Onyali. Zudem landete sie im Dreisprung mit 13,38 m auf Rang sechs. Anschließend wurde sie beim Leichtathletik-Continentalcup in Split mit 5,78 m Achte im Weitsprung.
2011 belegte sie bei den Militärweltspielen in Rio de Janeiro mit einer Weite von 13,28 m Rang fünf im Dreisprung und wurde im Weitsprung mit 6,09 m Sechste. Anschließend gewann sie bei den Arabischen Meisterschaften in al-Ain mit 5,91 m die Silbermedaille im Weitsprung hinter der Algerierin Tahani Romaissa Belabiod und im Dreisprung gewann sie mit 12,66 m die Bronzemedaille hinter Baya Rahouli aus Algerien und der Ägypterin Inas Mohamed Gherib. Es folgte der Gewinn der Bronzemedaille über 100 Meter in 12,08 s bei den Arabischen Spielen in Doha, bei denen sie auch im Weit- und Dreisprung mit 5,86 m bzw. 12,76 m Bronze gewann. Im Jahr darauf gewann sie bei den Afrikameisterschaften in Porto-Novo mit neuem Landesrekord von 13,75 m die Bronzemedaille im Dreisprung hinter der Uganderin Sarah Nambawa und Charlene Potgieter aus Südafrika. Zudem belegte sie im Weitsprung mit 6,07 m Rang fünf. 2013 erreichte sie bei den Mittelmeerspielen in Mersin mit 6,13 m Rang sechs im Weitsprung sowie mit 12,90 m Rang zehn im Dreisprung. Anschließend siegte sie bei den Islamic Solidarity Games in Palembang mit 5,95 m im Weitsprung und gewann mit 12,99 m die Silbermedaille im Dreisprung hinter der Aserbaidschanerin Yekaterina Sarıyeva. Im Jahr darauf klassierte sie sich bei den Afrikameisterschaften in Marrakesch mit 12,83 m auf Rang sieben im Dreisprung, während sie im Weitsprung mit 5,85 m auf Rang zehn kam. 2015 siegte sie mit 13,51 m im Dreisprung bei den Arabischen Meisterschaften in Manama und gewann im Weitsprung mit 6,05 m die Silbermedaille hinter der Algerierin Romaissa Belabiod.
In den folgenden zwei Jahren bestritt sie keine internationalen Wettkämpfe, siegte 2018 aber wieder bei den Marokkanischen Meisterschaften in Kenitra. 2019 gewann sie bei den Arabischen Meisterschaften in Kairo mit 5,86 m die Bronzemedaille im Weitsprung hinter der Ägypterin Esraa Owis und ihrer Landsfrau Yousra Lajdoud. Im August gewann sie bei ihren ersten Afrikaspielen in Rabat mit 13,69 m die Silbermedaille im Dreisprung hinter der Nigerianerin Grace Anigbata und erreichte im Weitsprung mit 5,69 m Rang 15.
Von 2009 bis 2011 wurde Chnaik marokkanische Meisterin im 100-Meter-Lauf sowie 2010 auch über 200 Meter. Im Weitsprung sicherte sie sich die Meistertitel von 2009 bis 2011 sowie von 2013 bis 2015 und 2018 und 2019. Im Dreisprung siegte sie 2007 sowie 2009 und 2010 sowie 2014 und 2015 sowie 2018 und 2019.

## Persönliche Bestleistungen
- 100 Meter: 11,63 s (−0,3 m/s), 6. Juni 2010 in Rabat
- 200 Meter: 23,68 s, 22. Mai 2010 in Marrakesch
- Weitsprung: 6,53 m (+1,2 m/s), 1. Mai 2010 in Meknès (marokkanischer Rekord)
- Dreisprung: 13,75 m (+2,0 m/s), 1. Juli 2012 in Porto-Novo (marokkanischer Rekord)